# Eucyrtopogon nebulo
Eucyrtopogon nebulo là một loài ruồi trong họ Asilidae. Eucyrtopogon nebulo được Osten-Sacken miêu tả năm 1877. Loài này phân bố ở vùng Tân Bắc giới.